# 산양초등학교 화양분교
산양초등학교 화양분교는 경상남도 통영시 산양읍 논아랫개길 4 (신전리)에 있었던 초등학교 분교이다.

## 연혁
- 1946년 11월 1일 화양공립국민학교 개교
- 1949년 7월 20일 제1회 졸업식
- 1963년 3월 2일 영운분교장 설치
- 1967년 3월 1일 영운분교장을 영운초등학교 승격분리
- 1968년 3월 1일 연명분교장 설치
- 1975년 3월 1일 연명분교장을 연명국민학교로 승격분리
- 1983년 3월 1일 병설유치원 인가
- 1985년 2월 1일 벽지형 급식학교 인가
- 1987년 1월 1일 농촌형 급식학교로 변경
- 1996년 3월 1일 화양초등학교로 개칭
- 1998년 3월 1일 미남분교장 통폐합
- 1999년 9월 1일 산양초등학교 화양분교장으로 개편
- 2006년 3월 1일 본교로 통폐합